# Добшютц, Леопольд Вильгельм фон
Леопольд Вильгельм фон Добшютц (нем. Leopold Wilhelm von Dobschütz; 1 января 1763 — 3 февраля 1836) — прусский генерал от кавалерии, генерал-губернатор Силезии.

## Биография
Родился в Бриге, в Силезии 1 января 1763 года и 10 мая 1777 года вступил в военную службу юнкером в 11-й драгунский полк, в рядах которого принимал участие в войне за баварское наследство. 26 декабря 1778 года был произведён в прапорщики и 24 августа 1785 года в младшие лейтенанты.
30 мая 1791 года Добщютц получил чин лейтенанта и в 1793—1795 годах принял участие в первой коалиционной войне против Французской республики, за отличие был 20 ноября 1794 года произведён в майоры.
5 июня 1805 года Дюбшютц был произведён в подполковники и 15 июня 1806 года — в полковники. Во время похода прусских войск в Силезию против французов Дюбшютц был захвачен в плен. По заключении Тильзитского мира полковнику Добшютцу поручен был размен военнопленных; по окончании же этого поручения он оставил службу и жил в своём поместье близ Глогау.
С 1 ноября 1812 года Добшютц занимался организационными вопросами силезского ландвера, а после объявления войны Франции был назначен президентом комиссии для составления ландвера в Силезии, принял деятельное участие в новом развитии прусских вооружённых сил и затем был назначен дивизионным командиром силезского ландвера.
После неудачного для союзников сражения при Бауцене французы вторгнулись в Нижнюю Силезию и Добшютцу было поручено как можно быстрее собрать ландверы ближайших округов, занять, в соединении с генерал-майором фон Гинрихсом, Кроссен и наблюдать Одер до Глогау. Маршал Виктор приблизился с 10-тысячным отрядом и потребовал, 23 мая 1813 года, сдачи Кроссена. Благоразумные меры полковника Добшютца и искусно ведённые им переговоры с французским военачальником удержали неприятеля в отдалении. Кроссен был между тем укреплён и организация ландвера окончена.
В июле месяце Добшютц был произведён в генерал-майоры и назначен командиром резервов 4-го армейского корпуса в Мюнхеберге. Он отличился во многих сражениях и за отличие в деле под Бланкенфельдом получил Железный крест 2-го класса и русский орден св. Владимира 3-й степени. Затем, действуя совместно с казачьим отрядом полковника Иловайского, он значительно содействовал успеху боя при Денневице, за отличие был награждён Железным крестом 1-го класса.
27 августа, a 7 сентября, при рекогносцировке Мюльберга, захватил значительные запасы и взял в плен 19 французских офицеров и 300 нижних чинов, за это дело российский император Александр I пожаловал Добшютцу орден св. Анны 1-й степени.
11 октября генералу Добшютцу была поручена осада Виттенберга. По недостатку в артиллерии он ограничился блокадой. 17 декабря, по прибытии корпусного командира, графа Тауэнцина, были открыты параллели; штурмом, предпринятым 31 декабря, управлял Добшютц и Виттенберг был взят; за отличие получил орден Красного орла 3-го класса.
После того Добшютц был послан к Эрфурту, для принятия начальства над осадным корпусом. Сдача последовала по договору 4 марта 1814 года; Добшютц выступил с 5-ю пехотными полками в окрестности Магдебурга, где состоял под начальством генерал-лейтенанта Гиршфельда. Когда, по заключении мира, временное прусское управление Саксонией передано было Пруссии, Добшютц был, до возвращения короля саксонского, военным комендантом Дрездена.
В продолжении кампании 1815 года Добшютц находился на должности генерал-губернатора прирейнских провинций.
6 апреля 1817 году Добшютц был произведён в генерал-лейтенанты и назначен командиром 12-й дивизии; 18 июня 1825 года назначен генерал-губернатором Силезии и Бреслау, а 10 мая 1827 года при праздновании его юбилея, пожалован в генералы от кавалерии, с дозволением оставить службу.
Среди прочих наград Добшютц имел ордена Красного Орла 2-го и 1-го классов, пожалованные ему соответственно в 1815 и 1824 годах.
Скончался 3 февраля 1836 года в своём имении в Нижней Силезии.